# Ya lo sabes
Ya lo sabes es un EP de la banda Lori Meyers, lanzado en 2004 en España. 

## Lista de canciones
1. "Ya lo sabes" - 2:46
2. "Mis neuronas de viaje de estudios" - 5:07
3. "El embargo de neuronas menguantes" - 4:21
4. "El increíble hombre menguante" - 4:35
5. "Johnny cogió su fusil" - 5:28
6. "Tokio ya no nos quiere" (Videoclip)